# Programme européen pour les espèces menacées
Pour les articles homonymes, voir EEP.
 (février 2024).

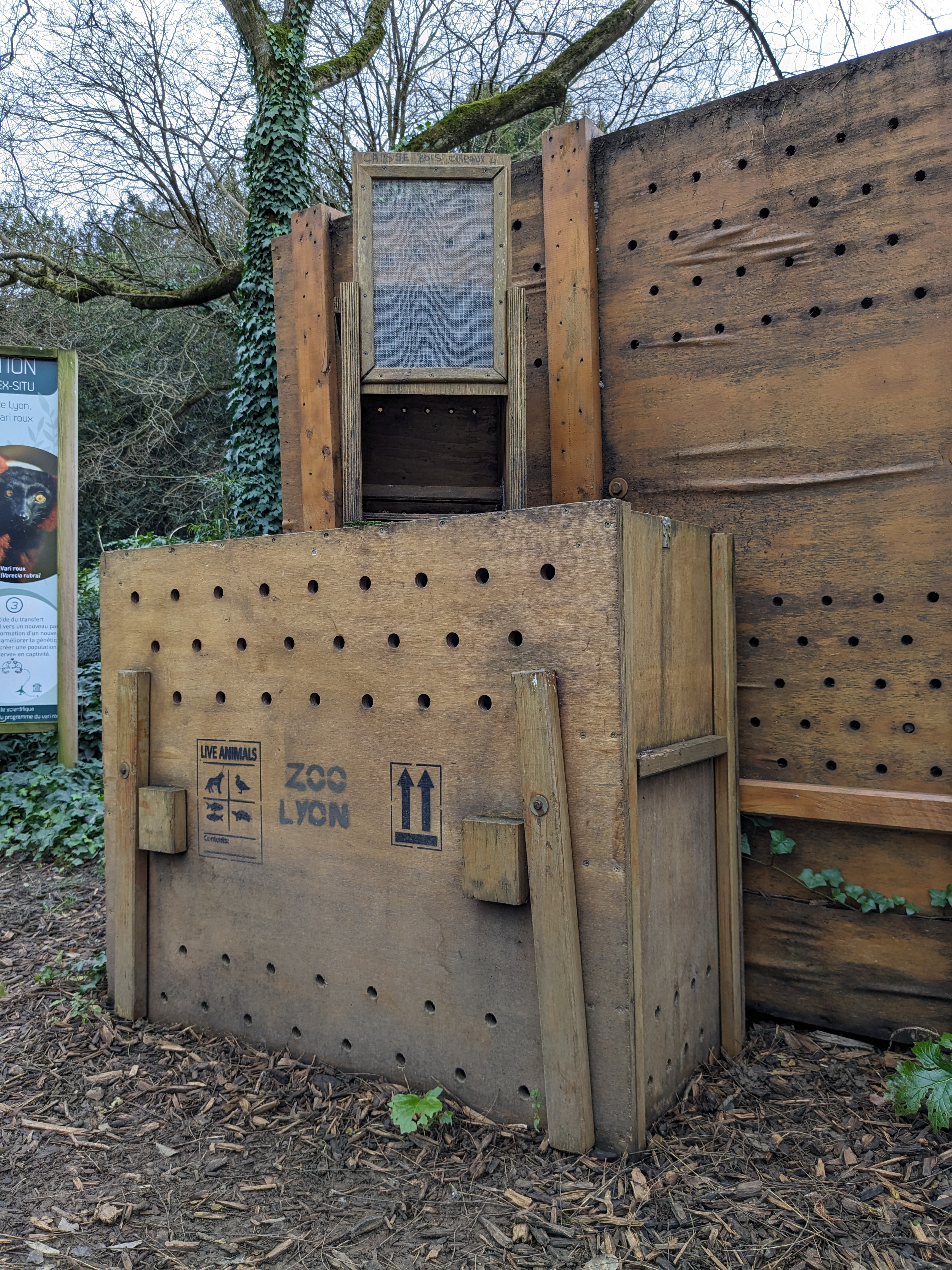
Caisses de transport servant aux échanges d'animaux dans le cadre des EEP (zoo de Lyon).

Un Programme européen pour les espèces menacées (ou EEP, de l'anglais EAZA Ex-situ Program, autrefois European Endangered species Programme) est un programme d'élevage conservatoire de l'Association européenne des zoos et aquariums destiné à la conservation d'une espèce animale sauvage.
Bien que la majorité de ces programmes soient bien destinés à la conservation des espèces menacées, certains d'entre eux concernent cependant des espèces qui ne sont pas considérées comme menacées par l'Union internationale pour la conservation de la nature, c'est le cas par exemple pour les grands dauphins, les ouistitis de Geoffroy et les cacatoès noirs.

## Programme européen EEP
Les programmes européens EEP d'élevage et de conservation d'espèces menacées sont apparus en 1985. Un tel programme a pour but d'encourager, de surveiller et  de donner des conseils pour favoriser l'élevage d'une espèce menacée (ou dite espèce en péril) en lui conservant ses caractéristiques naturelles, avec pour finalité une éventuelle réintroduction dans la nature ou un renforcement de la population sauvage par l'adjonction de spécimens élevés en parcs zoologiques.
La gestion des EEP est assurée au niveau européen par l'Association européenne des zoos et des aquariums (EAZA).
Un EEP suit tous les animaux présents d'une espèce dans les zoos européens, et pour ce faire, un coordinateur d'espèce (quelqu'un, avec un intérêt tout particulier et la connaissance de l'espèce concernée, qui travaille dans un zoo ou un aquarium de l'EAZA) est chargé de recenser tous les individus et de créer un registre contenant l'arbre généalogique de chaque animal, ainsi que toute information complémentaire nécessaire à la gestion et à la reproduction de l'espèce. Le coordinateur procède également à des analyses génétiques et démographiques ; il produit un plan pour la gestion future de l'espèce et aidé par la Commission d'espèces (composée de membres élus parmi les zoos participants), il rédige également des recommandations d'élevage.
Des recommandations sont émises chaque année par lesquelles des animaux devront se reproduire et d'autres ne le pourront pas, des individus devront être transférés d'un jardin zoologique à un autre en prêts d'élevage, etc. Afin d'éviter les problèmes de consanguinité, les zoos procèdent à des échanges d'individus, empêchent la reproduction de certains animaux trop consanguins, ou améliorent celle d'une population donnée. De même, afin de conserver des lignées dites pures, en prévision d'une réintroduction dans le milieu naturel, les zoos stérilisent les animaux qui ne sont pas de race pure.

## Studbook européen ESB
Un studbook européen (ou ESB pour European StudBook) est moins intensif qu'un programme EEP et constitue un deuxième niveau de programme européen d'élevage pour les espèces menacées.
Le gardien de studbook, qui est responsable d'un ESB pour une certaine espèce, collecte toutes les données sur les naissances, les morts et les transferts auprès de tous les zoos de l'EAZA qui gardent l'espèce en question. Ces données sont introduites dans des programmes informatiques spécifiques qui permettent au gardien de studbook d'effectuer des analyses de la population de l'espèce. Les zoos appartenant à l'EAZA peuvent demander au gardien de studbook des recommandations pour la reproduction et les transferts des animaux de l'espèce placée dans ce studbook.
En collectant et en analysant toutes les informations relatives à l'espèce, dont il est responsable, le gardien de studbook peut juger si tout va bien dans les zoos européens pour l'espèce concernée, ou si un management plus rigide est nécessaire pour maintenir la population en bonne santé à long terme. Dans ce cas, le gardien de studbook peut proposer que l'espèce soit gérée comme un programme EEP.